# Wim van Drimmelen
Wim van Drimmelen (Delft, 20 juli 1944) was tussen 1991 en 2008 algemeen directeur van de Koninklijke Bibliotheek in Den Haag.

## Levensbeschrijving
Na zijn studie Economie aan de Vrije Universiteit te Amsterdam behaalde hij het doctoraal examen en in 1976 promoveerde hij tot doctor in de Economische Wetenschappen, eveneens aan de VU, op het proefschrift Meerwaarde en winst: over de arbeidswaardeleer van Marx als grondslag voor zijn verklaring van de winst.
In 1965 en 1966, nog tijdens zijn studie, was Wim van Drimmelen assistent-accountant bij Kleynveld, Kraayenhof & Co. Van 1969 tot 1980 was hij werkzaam bij de vakgroep micro-economie van de Economische Faculteit van de VU, achtereenvolgens als student-assistent, wetenschappelijk medewerker en wetenschappelijk hoofdmedewerker. In die tijd verschenen van zijn hand diverse publicaties op het gebied van geschiedenis van de economische theorie, inkomensverdeling, arbeidsverhoudingen, loonvorming en loonpolitiek.
In 1980 trad hij in dienst bij het ministerie van Algemene Zaken als adjunct-secretaris van de Wetenschappelijke Raad voor het Regeringsbeleid. In 1983 werd hij secretaris tevens directeur van het bureau van de Raad en daarmee een van de hoofden van dienst van het ministerie van Algemene Zaken.
Op 16 maart 1991 trad Wim van Drimmelen aan als directeur-bibliothecaris, later algemeen directeur van de Koninklijke Bibliotheek, tevens nationaal bibliothecaris. Tijdens zijn directoraat maakte de Koninklijke Bibliotheek een ontwikkeling door van een 'fysieke' bibliotheek naar een in toenemende mate 'digitale' bibliotheek. Diverse projecten, zoals het digitale depot van publicaties en de eerste grootschalige digitaliseringsprojecten kwamen onder zijn leiding tot stand, zonder daarbij de waarde van oude gedrukte boeken en handschriften uit het oog te verliezen.
Van Drimmelen bekleedde tussen 1991 en 2008 ook diverse bestuursfuncties, o.a. bij het Letterkundig Museum, Sabido, The European Library, Stichting SURF, Museum Meermanno en de Stichting Nationale Coalitie Digitale Duurzaamheid. The European Library (TEL), een webportal die toegang biedt tot de digitale collecties van 48 nationale bibliotheken in Europa, is mede op initiatief van hem ontwikkeld.
In november 2008 trad Wim van Drimmelen terug als algemeen directeur van de Koninklijke Bibliotheek, aangezien hij de pensioensgerechtigde leeftijd had bereikt. Bij zijn afscheid werd hij benoemd tot Officier in de Orde van Oranje-Nassau. Hij werd in de zomer van 2009 opgevolgd door Bas Savenije.